# Шорский язык
Шо́рский язы́к (шор. шор тили, тадар тили) — язык шорцев, распространённый в Кемеровской области России (Таштагольский район, Мыски, Междуреченск) — главным образом, в северных предгорьях Алтая, в Кузнецком Алатау, вдоль реки Томь и её притоков (Мрассу и Кондомы), на границе с Хакасией и Республикой Алтай.
Относится к хакасской подгруппе северо-восточной группы тюркских языков. 
Число говорящих на шорском языке — свыше 6 тыс. чел. (2002, перепись).

## Диалекты
Шорский язык имеет два диалекта — мрасский, или «зекающий», лёгший в основу литературного языка (использовался в 1920—1930-х гг.), и кондомский «й-диалект», распадающиеся, в свою очередь, на ряд говоров.
Диалекты принадлежат к разным подгруппам тюркских языков: мрасский — к хакасской, а кондомский — к северноалтайской.

## Шорская письменность
Шорская письменность с 1927 года была — на основе русского алфавита, затем, в 1929—1938 годах, — на основе латиницы. В 1938 году был создан новый алфавит на основе кириллицы. Известен алфавит шорского букваря, изданного миссионерами в 1885 году.
Современный шорский алфавит:
| А а | Б б | В в | Г г | Ғ ғ | Д д | Е е |
| Ё ё | Ж ж | З з | И и | Й й | К к | Қ қ |
| Л л | М м | Н н | Ң ң | О о | Ӧ ӧ | П п |
| Р р | С с | Т т | У у | Ӱ ӱ | Ф ф | Х х |
| Ц ц | Ч ч | Ш ш | Щ щ | Ъ ъ | Ы ы | Ь ь |
| Э э | Ю ю | Я я |     |     |     |     |

## Лингвистические сведения

### Фонетика
В шорской фонетике выделяют 16 гласных и 25 согласных фонем. Гласные делятся на краткие (а, э/е, ы, и, ӧ, ӱ, о, у) и долгие (аа, ээ/ее, ыы, ии, ӧӧ, ӱӱ, оо, уу).
Ударение силовое. Наблюдается гармония гласных.

#### Гласные
|          | Передние                    | Задние        | Задние        |
| -------- | --------------------------- | ------------- | ------------- |
| Закрытые | и [i] ии [iː] ӱ [y] ӱӱ [yː] | ы [ɯ] ыы [ɯː] | у [u] уу [uː] |
| Средние  | e [e] ee [eː] ö [ø] öö [øː] |               | o [o] oo [oː] |
| Открытые |                             | a [a] aa [aː] |               |

#### Согласные
|               |               | Билабиальные | Дентальные | Латеральные | Палатальные | Велярные |
| ------------- | ------------- | ------------ | ---------- | ----------- | ----------- | -------- |
| Плозивы       | Беззвучные    | п [p]        | т [t]      |             | к [c]       | қ [k]    |
| Плозивы       | Звучные       | б [b]        | д [d]      |             | г [ɟ]       | ғ [ɡ]    |
| Фрикативные   | Беззвучные    |              | c [s]      |             | ш [ʃ]       | x [x]    |
| Фрикативные   | Звучные       |              | з [z]      |             | ж [ʒ]       |          |
| Аффрикаты     | Беззвучные    |              |            |             | ч [tʃ]      |          |
| Аффрикаты     | Звучные       |              |            |             | ҷ [dʒ]      |          |
| Назальные     | Назальные     | м [m]        | н [n]      |             |             | ң [ŋ]    |
| Ликвидные     | Ликвидные     |              | p [r]      | л [l]       |             |          |
| Аппроксиманты | Аппроксиманты |              |            |             | й [j]       |          |

Примечание:
1. ↑  Символ «ҷ» — условное обозначение звука. Орфографически звук передается буквой «ч», то есть звуки [tʃ] и [dʒ] в написании не различаются.

### Структура слога
Слоги встречаются как открытые (V, CV), так и закрытые (VC, CVC, VCC, CVCC). В заимствованиях из русского языка могут встречаться слоги всех типов.

### Морфология
Выделяются следующие части речи: имена (включают существительные, прилагательные, наречия, числительные, местоимения, междометия), глаголы (с производными от них именами действия — причастиями и деепричастиями), служебные части речи (частицы, модальные слова, послелоги и союзы). Границы между отдельными частями речи условны.
Как и в других тюркских языках, отсутствуют категории рода, класса, одушевлённости. Имеется категория числа. Мн. число выражается аффиксами (-лар/-лер, -нар/-нер, -тар/-тер), присоединяемыми к именам, а также к глаголам и спрягаемым именам 3-го лица.
Выделяют семь падежей, в том числе винительный, направительно-дательный, орудно-совместный и др.

## Изучение
Изучением занимается Центр языков и культур народов Сибири НФИ КемГУ, ведётся подготовка учителей в НФИ КемГУ

### Зарубежные исследователи шорского языка
- Эрдаль, Марсель

## Литературный язык
На шорском языке в XX веке создавали свои произведения ряд писателей и поэтов:
- Чиспияков, Фёдор Степанович (1906—1978)

## Пример текста
Парчын кижи, по чарыққа туғчадып, тең, пош туғча. Кижилер сағыштығ, ақтығ туғчалар, кижилерге пашқа кижилербе арғыштаныштарға керек.
Перевод:
Все люди рождаются свободными и равными в своём достоинстве и правах. Они наделены разумом и совестью и должны поступать в отношении друг друга в духе братства.